# آلچا
آلچا (به لاتین: Alcha) یک منطقهٔ مسکونی در روسیه است که در استان آستراخان واقع شده‌است.